# Valguarnera Caropepe
Valguarnera Caropepe é uma comuna italiana da região da Sicília, província de Enna, com cerca de 8.642 habitantes. Estende-se por uma área de 9 km², tendo uma densidade populacional de 960 hab/km². Faz fronteira com Assoro, Enna, Piazza Armerina.

## Demografia
| Variação demográfica do município entre 1861 e 2011                               |
|                                                                                   |
| Fonte: Istituto Nazionale di Statistica (ISTAT) - Elaboração gráfica da Wikipedia |